# Голышкина
Голышкина — деревня в Камышловском районе Свердловской области России. Входит в состав Зареченского сельского поселения.

## География
Деревня  расположена в 20 километрах (по автодороге в 24 километрах) к югу-юго-востоку от города Камышлова, на правом берегу реки Скатинки (левого притока реки Пышмы).

## История
До 2004 года входила в состав Скатинского сельсовета. После его объединения с Зареченским  и Ожгихинским сельскими советам, в соответствии с Областным законом Свердловской области от 25.10.2004 года № 145-ОЗ «Об установлении границ вновь образованных муниципальных образований, входящих в состав муниципального образования Камышловский район и наделении их статусом сельского поселения» с 2005 года входит  в  Зареченское сельское поселение.

## Население
| 2002 | 2010 | 2021 |
| ---- | ---- | ---- |
| 292  | ↘242 | ↘214 |

## Инфраструктура
Личное подсобное хозяйство с зоной сельскохозяйственного использования, индивидуальная застройка усадебного типа.
Основа экономики — сельское хозяйство. 
Фельдшерско-акушерский пункт.

## Транспорт
Остановка общественного транспорта «Голышкина». 